# Good Kill – Tod aus der Luft
Good Kill – Tod aus der Luft (Originaltitel: Good Kill) ist ein US-amerikanisches Filmdrama aus dem Jahr 2014. Es thematisiert die Drohneneinsätze der U.S. Air Force und deren Folgen für die Piloten. Regie führte Andrew Niccol, der auch das Drehbuch schrieb. In der Hauptrolle ist Ethan Hawke zu sehen. Premiere hatte der Film am 4. September 2014 bei den Internationalen Filmfestspielen von Venedig 2014. In Deutschland erschien er am 9. Juni 2015 direkt auf DVD und Blu-ray.

## Handlung
Major Thomas Egan ist Pilot der U.S. Air Force und steuert von einer Basis in der Nähe von Las Vegas Drohnen überall auf der Welt. Seine Kollegen bezeichnen ihre Arbeit als den besten Job der Welt, weil sie tagsüber Krieg führen und abends bei ihren Frauen zu Hause Bier trinken und grillen können. Doch Major Egan möchte wieder zurück zu seiner vorherigen Einheit und selbst ein Kampfflugzeug im Einsatz fliegen. Aufgrund seiner Frustration flüchtet er sich in den Alkohol und meidet den Kontakt zu anderen, auch zu seiner Frau Molly.
Als er bei einem Drohneneinsatz mit Raketen im Jemen Kinder tötet, äußert er Zweifel an den Einsätzen gegenüber seiner neuen Copilotin Vera Suarez. Vor allem, da sie bei einer vorherigen Mission beobachten mussten, wie ein Mann eine Frau vergewaltigte und beide nur zusehen konnten. Als sein Vorgesetzter, Lieutenant Colonel Jack Johns, Major Egans Team dazu einteilt, für die CIA zu arbeiten, eskaliert die Situation für Major Egan. Die CIA befiehlt Angriffe auf Ziele mit extrem hohen Kollateralschäden und fordert sogar Angriffe, die gegen die Einsatzrichtlinien verstoßen. Trotz moralischer Bedenken, die er auch äußert, führt Major Egan die Befehle aus. Nach einem Streit mit seiner Frau erscheint er betrunken zum Dienst. Seine Copilotin Suarez deckt ihn. Egan wird jedoch von Lieutenant Colonel Jack Johns zur Ordnung gerufen, nachdem er absichtlich die Kontrolle über die Drohne verloren hat, um einen „nachfassenden“ Angriff zu verhindern, bei dem gezielt Hellfire-Raketen auf die Ersthelfer abgefeuert werden.
Als Egans Frau sich entscheidet, ihn mitsamt den Kindern zu verlassen, beschließt er, den „Richtigen“ auf eigene Faust zu töten. Er steuert eine Drohne über das Haus, in dessen Vorhof der Mann die Frau wiederholt vergewaltigt und misshandelt hatte, feuert, als er diesen erneut kommen sieht, eine Rakete auf den Mann ab und tötet dabei fast auch die Frau, die er schützen wollte. Als er die Frau jedoch aufstehen sieht, quittiert er zufrieden seinen Dienst und fährt zu Molly und seinen Kindern.

## Hintergrund
Der Film stellt die realen Drohnenangriffe der Vereinigten Staaten aus der Sicht der Piloten und die Auswirkung auf die Bodencrews dar und versucht dabei, moralische Bedenken aufzuzeigen. Laut Einblendung im Vorspann beruht die Handlung auf wahren Begebenheiten. Die Hauptperson ist lose inspiriert von den Erfahrungen des ehemaligen Drohnenpiloten Brandon Bryant.
Der Film wurde auf den Internationalen Filmfestspielen von Venedig und dem Toronto International Film Festival aufgeführt. Gewinnen konnte er dort jedoch keinen Preis.